# Surinam i olympiska sommarspelen 2004
Surinam i olympiska sommarspelen 2004 bestod av 4 idrottare som blivit uttagna av Surinams olympiska kommitté.

## Friidrott
Herrarnas 800 meter:
- Cornelis Sibe
  - Omgång 1 — 2:00.06 (→ 8:a i heat 9, gick inte vidare, 72:a totalt)

Damernas 800 meter:
- Letitia Vriesde
  - Omgång 1 — 2:01.70 (4:a i heat 3, kvalificerad, 15:a totalt)
  - Semifinal — 2:06.95 (→ 8:a i semifinal 3, gick inte vidare, 24:a totalt)